# Ignacio Deleón
Ignacio Deleón, vollständiger Name Gabriel Ignacio Deleón Primo, (* 10. März 1990 in Quilmes) ist ein argentinischer Fußballspieler.

## Karriere
Mittelfeldakteur Deleón spielte bereits in der Saison 2011/12 für den seinerzeit in der Primera División antretenden montevideanischen Verein Rampla Juniors. In der Saison 2013/14 bestritt er 27 Zweitligaspielen für die Montevideaner. Er erzielte zwei Tore. Der Klub stieg am Saisonende in die Primera División auf. Deleón verließ den Verein anschließend. Während der Saison existieren allerdings Berichte darüber, dass er den Klub im Januar 2014 zumindest kurzzeitig in Richtung des kolumbianischen Vereins Patriotas Boyacá verlassen habe. Spätestens am 22. März 2014 kam er jedoch wieder für die Rampla Juniors zum Einsatz. Im August 2014 schloss er sich dem uruguayischen Zweitligisten Plaza Colonia an. In der Saison 2014/15 wurde er sechsmal (kein Tor) in der zweithöchsten uruguayischen Spielklasse eingesetzt. Über das Saisonende hinaus sind bislang (Stand: 25. September 2016) weder Einsätze noch eine Kaderzugehörigkeit für ihn verzeichnet.